# 圭亚那国民议会
圭亚那国民议会（英語：National Assembly of the Parliament of Guyana）是圭亚那的国家立法机关。议会实行一院制，由65名议员组成。每届国民议会任期4年。现任国民议会议长是Barton Scotland。国民议会是国家政治活动的中心，国家行政权力来源于议会。在议会选举中获胜政党的总统候选人出任总统并组阁。总统為國家元首兼任政府首腦，掌握国家最高行政權。